# Kaliny
Kaliny (lit. Kalinas) – wieś na Litwie położona w rejonie wileńskim okręgu wileńskiego, 13 km na północ od Wilna, nad rzeczką Rzeszą. Graniczą z Wilnem.

## Nazwa
Nazwę folwarku Kalin podaje Główny Urząd Statystyczny z 1938 roku w oficjalnym wykazie miejscowości województwa wileńskiego. W XIX wieku folwark ten nazywał się Miedziechowszczyzna (lit. Medikiškėmis). W pierwszej połowie XX wieku dobra te również funkcjonowały pod nazwą Kaliny (np. na mapie WIG 1:100 000 z 1928 i 1939 roku) lub Kalina.  Nazwa Kaliny została przyjęta w Urzędowym wykazie polskich nazw geograficznych świata w 2019 roku. Roman Aftanazy w Dziejach rezydencji na dawnych kresach Rzeczypospolitej nazywa tutejszy majątek Kalnia.

## Historia

### Własność
Informacje o własności majątku w XIX wieku są rozbieżne. Z jednej strony Słownik geograficzny Królestwa Polskiego (tom VI z 1885 roku) podaje, że właścicielem majątku był Aleksandrowicz. Z drugiej strony źródła podają, że w 1861 roku inżynier z Wilna Popławski kupił tutejszą 200-hektarową posiadłość Miedziechowszczyznę i po pewnym czasie zmienił jej nazwę na Kalin na cześć swojej żony Katarzyny. Na początku XX wieku majątek był własnością Ignacego Popławskiego (1870–?) i Marii Pertoneli z domu Banel. Mieli oni sześciu synów urodzonych między 1901 i 1919 rokiem, którzy byli ostatnimi mieszkańcami majątku przed II wojną światową. W międzywojennej księdze adresowej widnieje informacja, że wtedy Kalin należał do W. Popławskiego, który miał tu stawy rybne.
| rok  | liczba ludności |
| ---- | --------------- |
| 1885 | 34              |
| 1905 | 15              |
| 1931 | 29              |
| 1959 | 42              |
| 1970 | 137             |
| 1979 | 113             |
| 1985 | 88              |
| 1989 | 59              |
| 2001 | 48              |
| 2011 | 69              |

### Przynależność administracyjna
- W I Rzeczypospolitej – (od 1565 roku) powiat wileński w województwie wileńskim Rzeczypospolitej[5];
- po III rozbiorze Polski (od 1795 roku) majątek leżał w gminie Rzesza powiecie wileńskim (ujeździe) guberni wileńskiej (w latach 1797–1801 guberni litewskiej) Imperium Rosyjskiego[3];
- w II Rzeczypospolitej (od 1922 roku) – w gminie Rzesza w powiecie wileńsko-trockim województwa wileńskiego;
- po zajęciu tych terenów przez Armię Czerwoną wieś należała do Litwy, która w okresie 1940–1990, jako Litewska Socjalistyczna Republika Radziecka, wchodziła w skład ZSRR;
- od 1990 roku wieś leży na terenie niepodległej Litwy;

W latach 1954–1988 wieś była siedzibą gminy Rzesza.

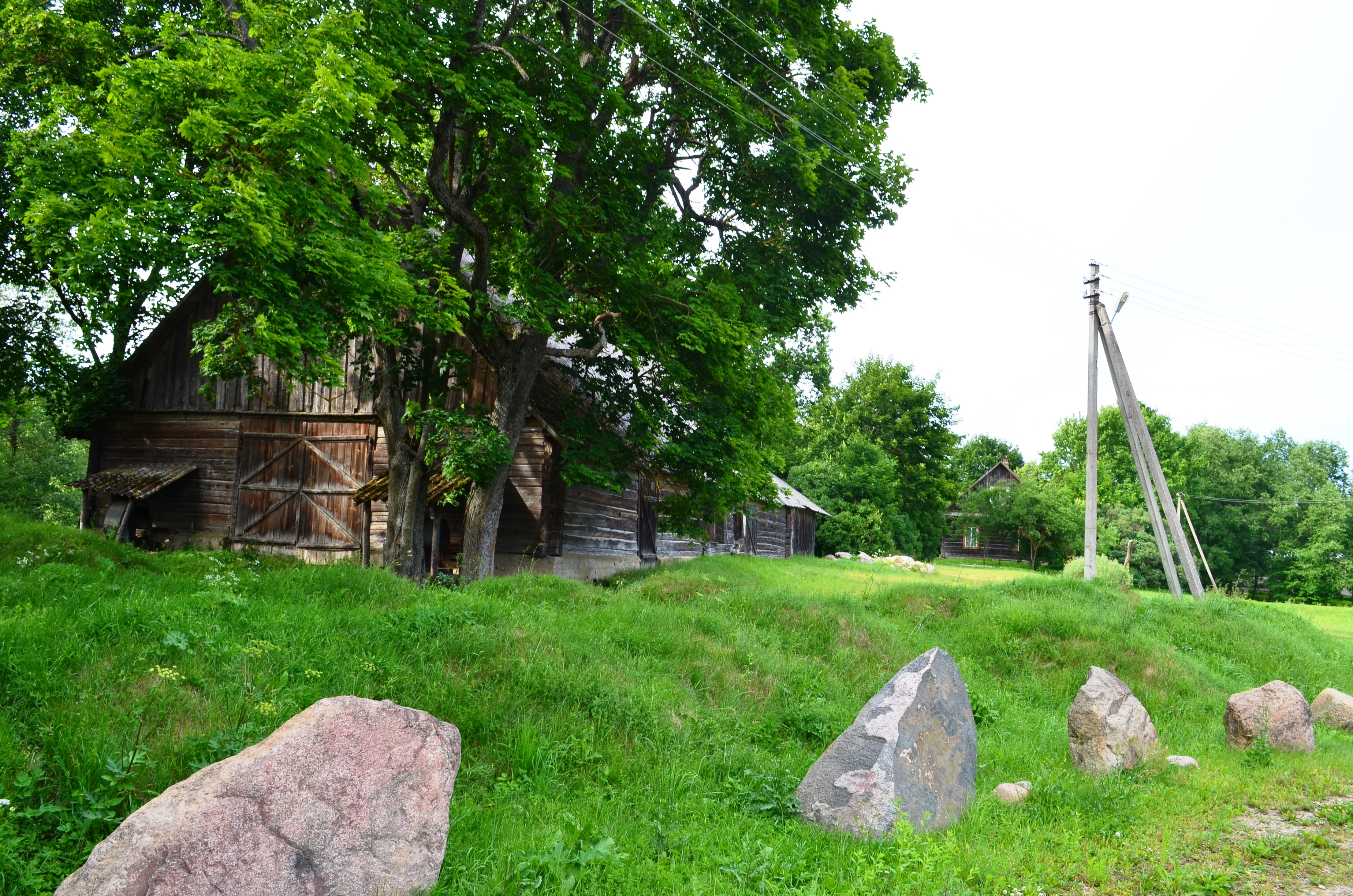
Pozostałości po folwarku, 2015

## Nieistniejący dwór
W Kalinach stał drewniany późnoklasycystyczny dwór wzniesiony najprawdopodobniej w pierwszej połowie XIX wieku. Był to dziewięcioosiowy dom zbudowany na planie prostokąta. W środkowej trójosiowej części był podniesiony o jedną kondygnację. W tym miejscu na dość niskim tarasie stał płytki portyk w wielkim porządku, którego dwie pary doryckich kolumn dźwigały trójkątny fronton z dużym półkolistym oknem. W portyku znajdował się balkon ograniczony tralkową balustradą. Elewacje dworu nie były malowane, zachowując barwę naturalnego drewna, co kontrastowało z białymi obramieniami prostokątnych drzwi i okien. Dom był przykryty zapewne gontowym, czterospadowym dachem, nad częścią środkową – dwuspadowym.
Majątek Kalnia został opisany w 4. tomie Dziejów rezydencji na dawnych kresach Rzeczypospolitej Romana Aftanazego.